# Punta Paloma

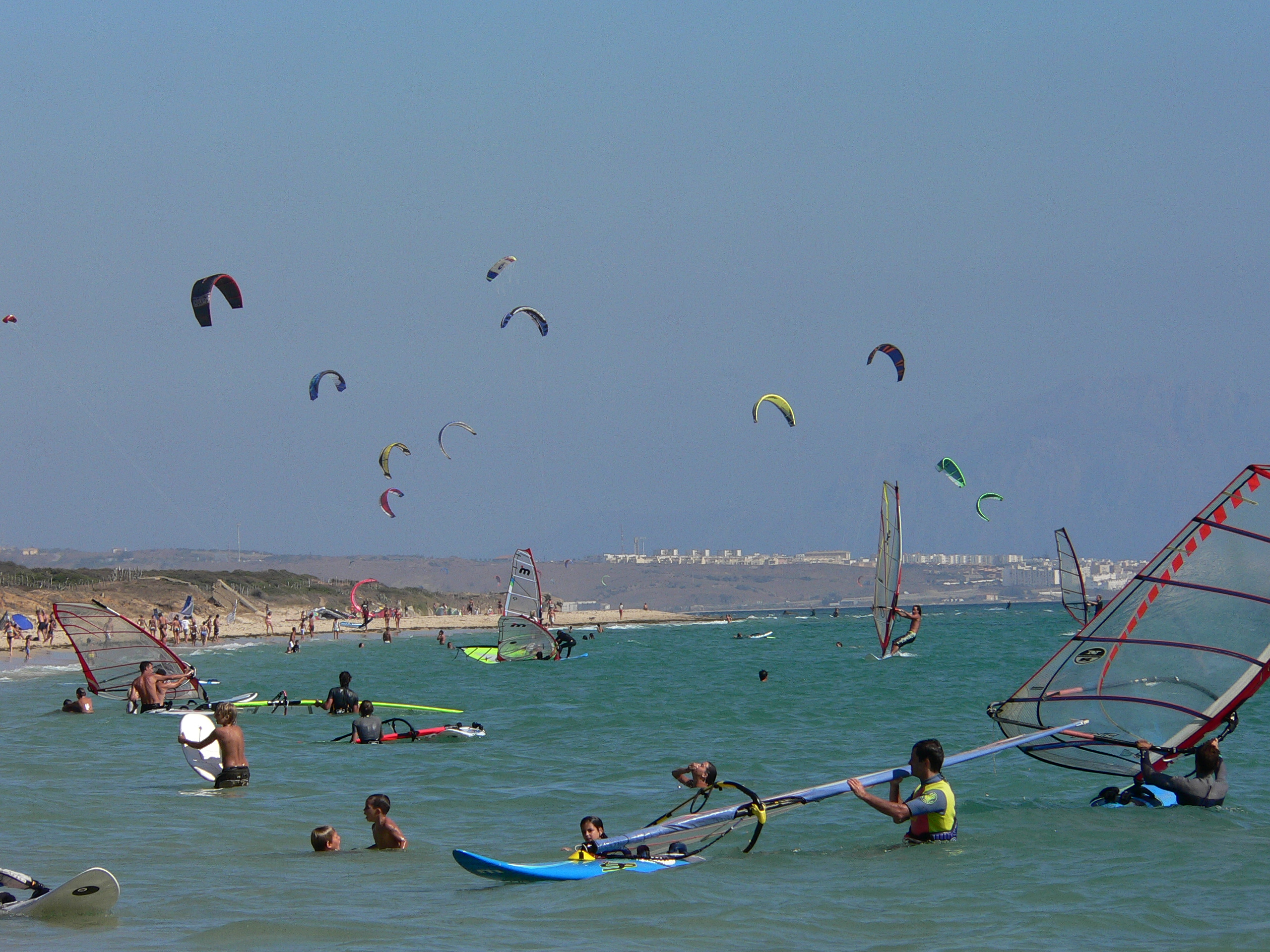
Kitesurfistas, windsurfistas y bañantes en Punta Paloma.

Punta Paloma es un cabo ubicado en la ensenada de Valdevaqueros, en el término municipal de Tarifa (Cádiz, España). Forma parte de las estribaciones de la loma de San Bartolomé, perteneciente a la sierra de la Plata. Respondiendo asimismo al topónimo de punta Paloma se encuentra en la misma zona una playa, una torre vigía y una batería de costa.

## Playa Punta Paloma
Se extiende al pie de una gran duna que se va formando con ayuda de los vientos de levante que arrastran la arena de la playa hacia poniente, a partir de donde recibe el nombre de playa de Valdevaqueros. El arenal es de grano fino y dorado. El oleaje es moderado. Las edificaciones son de tipo rústico sin dañar demasiado el paisaje. Consta de servicios necesarios como campamento, aparcamientos y Cruz Roja.
Las condiciones que presenta esta playa son óptimas para los deportes de vela, kitesurf y windsurf, siendo en el presente uno de los lugares reconocidos a escala mundial para practicarlos. Es también una buena playa para veraneantes.
Más al oeste de esta playa, se encuentran otras muy pequeñas y aisladas donde se practica el nudismo. Desde punta Paloma se puede visualizar claramente la costa de Marruecos.

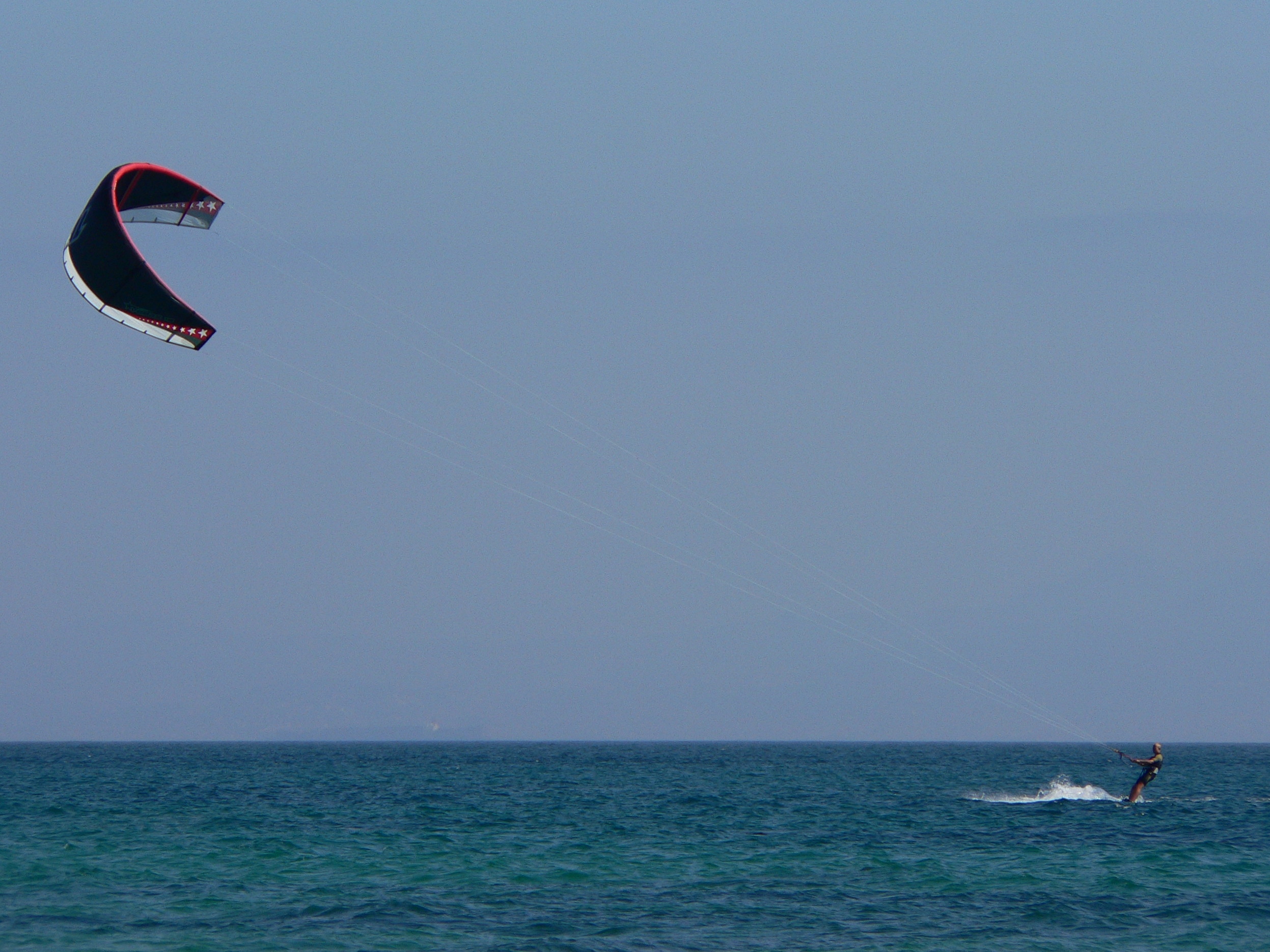
Kitesurfista
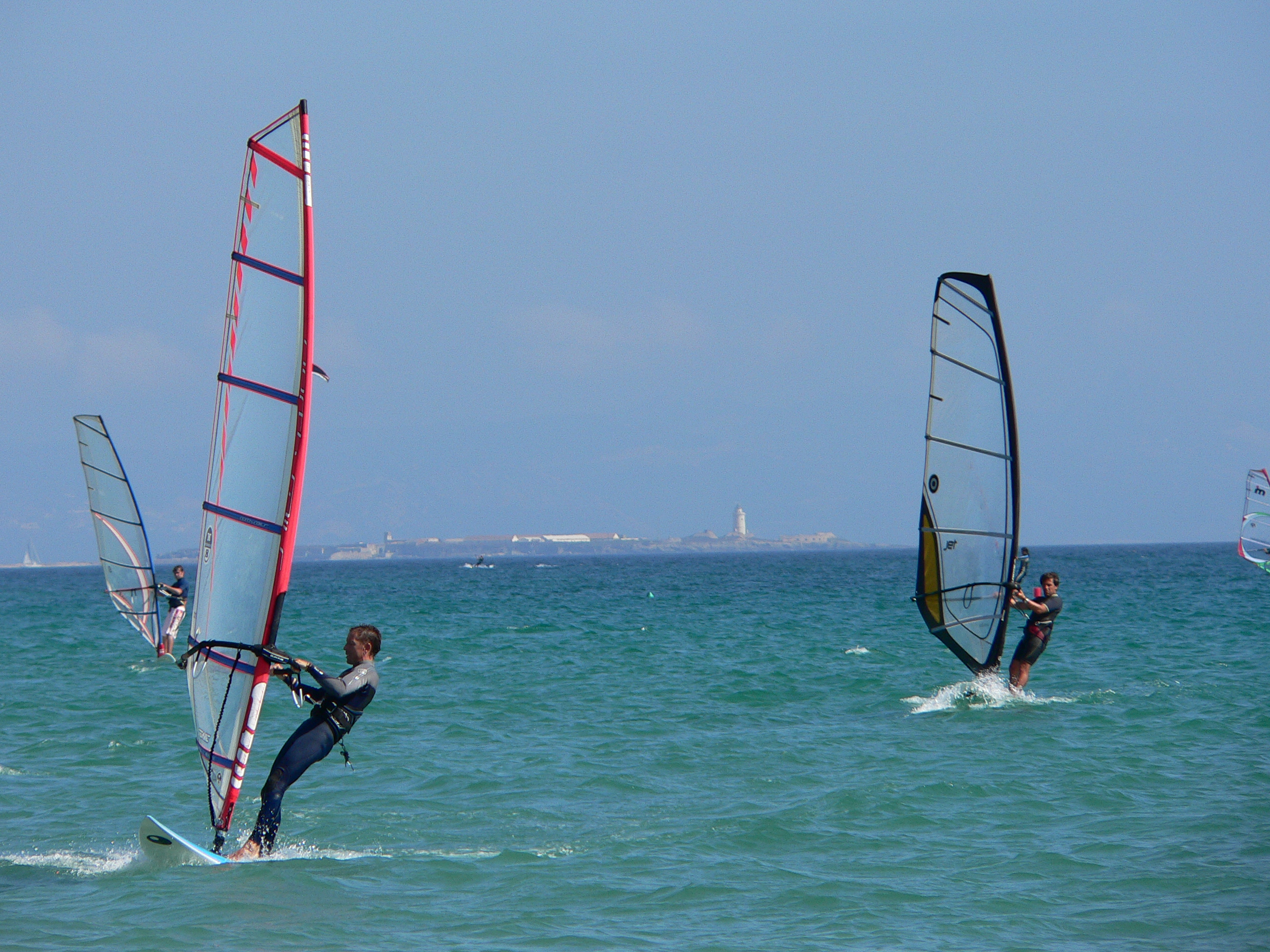
Windsurfistas
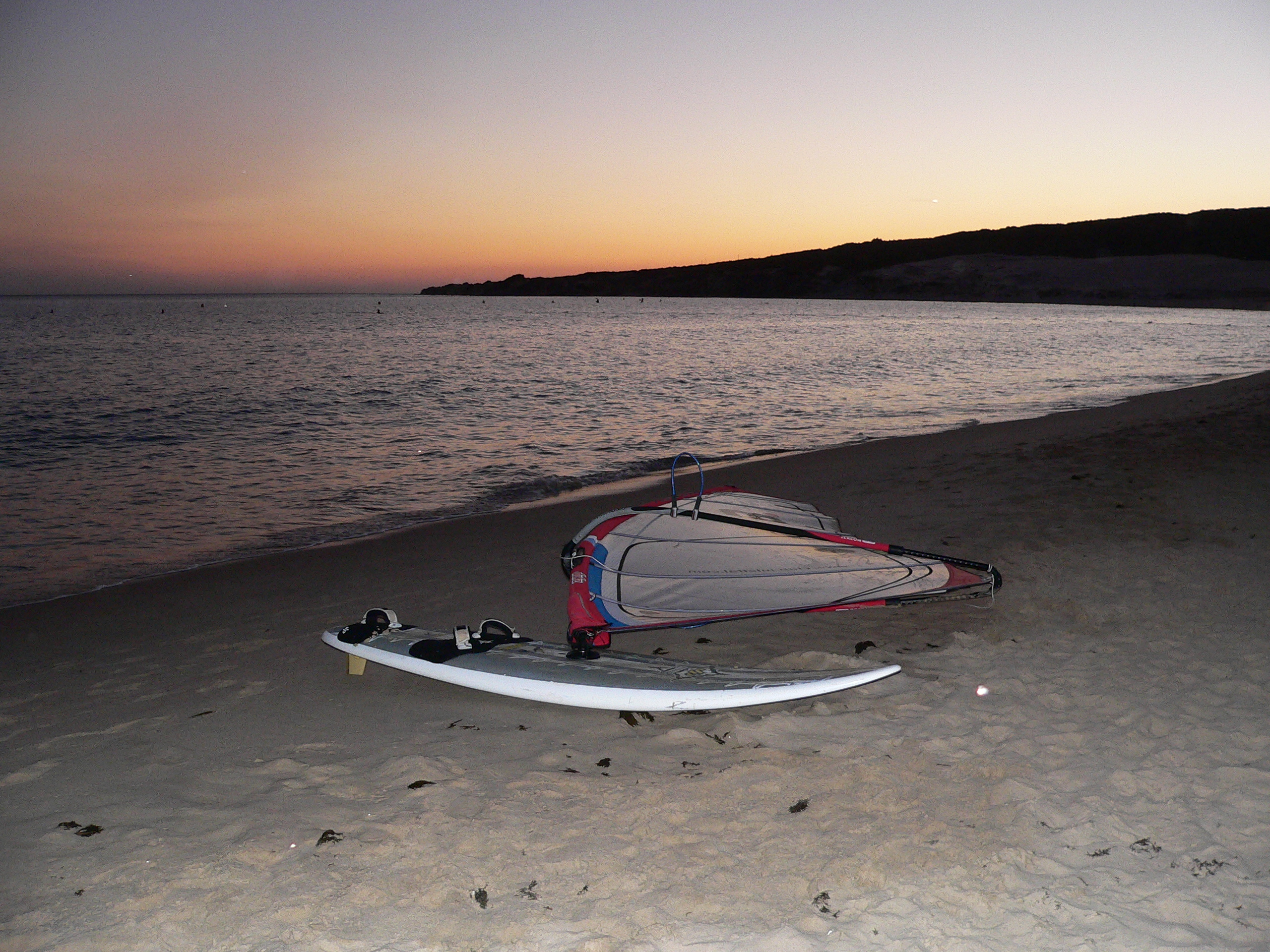
Atardecer

## Torre de Punta Paloma
Entre las ensenadas de Bolonia y de Valdevaqueros existió una de las torres de vigilancia costera características del litoral gaditano, mandadas construir por Felipe II en el siglo XVI. Actualmente, de ella queda sólo el recuerdo, y algunos documentos que hablan de su existencia. En uno de 1823 se dice que En la Punta de Paloma hubo en otro tiempo una torre que al fin se abandonó…  Y en otro de 1826, En el día ya no existen de la torre ni sus ruinas…  Sin embargo, la cartografía vigente en el siglo XIX hace referencia a los topónimos Punta Paloma y Torre Paloma como enclaves geográficos existentes aun cuando dicha torre había dejado de existir mucho tiempo atrás. Se cree que la insistencia es por la casilla de carabinero que ocupó este mismo lugar.

## Batería de costa
Dominando las dunas y la playa se encuentra un monte con instalaciones militares subterráneas que dominan el estrecho de Gibraltar llamadas Paloma Alta. Se trata de una batería de costa, un conjunto de tres cañones organizados para disparar bajo el mismo mando. El conjunto pertenece al ejército español y fue instalado en el lugar con la aportación de los medios técnicos más avanzados del momento. 
Los cañones están protegidos bajo una capa de hormigón de 4 o 5 metros de espesor y sólo su boca asoma por la montaña. Debajo estaba el polvorín debidamente camuflado y enterrado. En un costado se puso en funcionamiento un ascensor. Estos cañones, de calibre 381/45, fueron producidos en la fábrica Vickers en Inglaterra. La batería completa, en principio tenía que constar de 2 piezas, pero después de un accidente ocurrido en el tubo de la primera pieza, se trajeron dos de las de Menorca (Favaritx) y después de sustituir la accidentada quedó la batería con tres cañones. Baterías de costa semejantes podemos ver también en El Ferrol, Cartagena y Mahón. Todas están ya inactivas y algunas son visitables. Las de Punta Paloma efectuaron su último disparo en 2008.